# Louis-François Binot

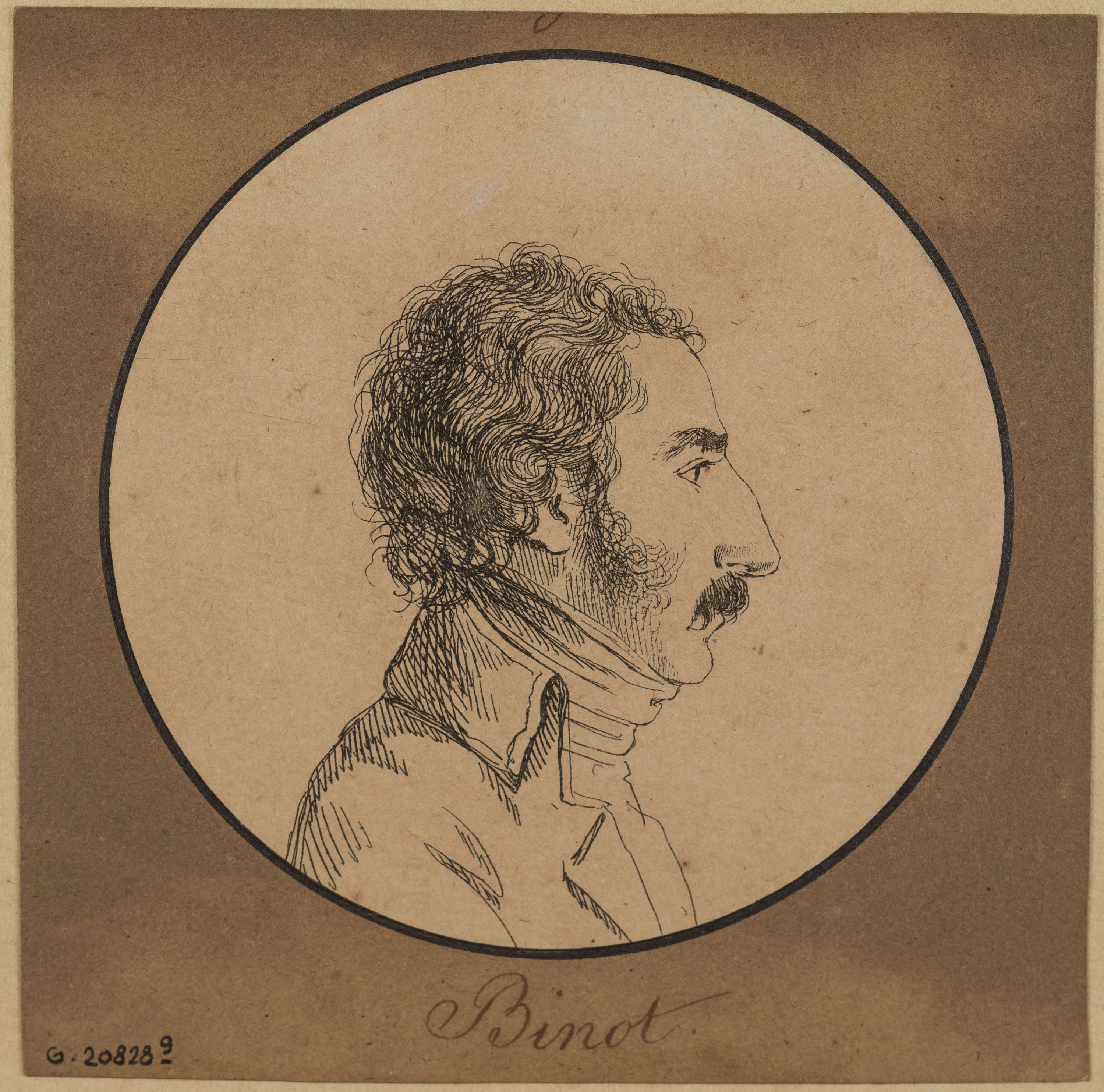
Zeichnung von Binot von André Dutertre (zwischen 1798 und 1801)

Louis-François Binot (* 7. April 1771 in Paris; † 8. Februar 1807 bei Preußisch Eylau) war ein französischer Général de brigade.

## Leben
Als Anhänger der Revolution trat Binot 1792 mit 22 Jahren in die Armee du Nord ein. Nach ersten Beförderungen wurde er zur Sambre- und Maas-Armee versetzt und kämpfte bei Fleurus (26. Juni 1794). Im August desselben Jahres berief man ihn zum Aide-de-camp von General Louis de Friant.
Binot ging mit Friant nach Italien und nahm an den Kämpfen an der Piave (8. Mai 1809) und am Tagliamento teil. Unter Napoleons Führung nahm Binot an dessen Invasion Ägyptens teil. Im Winter 1801 konnte er gesund und unverletzt wieder nach Frankreich heimkehren.
Unter Befehl von General Charles Matthieu Isidore Decaen segelte Binot im Sommer 1802 nach Französisch-Indien und musste dort 1804 mit 200 Männern Pondicherry gegen eine britische Übermacht verteidigen. Letztendlich war er aber gezwungen, sich zu ergeben; konnte aber bereits im Sommer des darauffolgenden Jahres nach Frankreich zurückkehren.
Nach seiner Rückkehr holte ihn General Louis-Vincent-Joseph Le Blond, Comte de Saint-Hilaire als Stabschef zu sich. Unter dessen Befehl kämpfte er bei Austerlitz (2. Dezember 1805). Er wechselte in General Nicolas Jean-de-Dieu Soults Stab und nahm u. a. an der Schlacht bei Preußisch Eylau (7./9. Februar 1807) teil. Er wurde am selben Tag wie General Pierre-Charles Lochet getötet und neben ihm begraben.

## Ehrungen
- 25. Dezember 1805 Commandeur der Ehrenlegion
- Sein Name findet sich am nördlichen Pfeiler (10. Spalte) des Triumphbogens am Place Charles-de-Gaulle (Paris).